# 松村淑子
松村 淑子（まつむら よしこ、11月17日 - ）は、日本の声優、女優、ナレーター。東京都出身。賢プロダクション所属。オンライン声優養成所・SPOT講師。

## 略歴
会社員時代、キャリアアップを目指しナレータースクールに入学。そこでナレーターという専門の仕事があることを知り、その奥深さ、面白さにはまる。
20代は会社員とナレーターの二足の草鞋で活動。30代に入りナレーター一本で勝負することを決心し、今に至る。

## 人物
趣味は水泳、ヨガ、登山、料理、お酒、ピアノ、ロードバイク。資格は中学校教諭二種免許 （家庭科 第一種運転免許）。

## 出演

### 吹き替え
- アゲインスト・ザ・オッズ （女医）
- V・I・P（エスメラルダ）
- ナイトマン（シャノン）

### ナレーション
- マイクロソフト Windows XP（CD-R）
- JAL
- INAX(VP)
- JAS(VP)
- パイオニア(VP)
- アース製薬(VP)
- トヨタビスタ(VP)
- 釣りビジョン(CS)
- NEC(VP)
- TEC技研(VP)
- 東京ガス(CD-R)
- アクサ生命研修用(CD-R)
- JAさがみ
- 下田観音温泉
- ラストクリスマス(CX)
- ツヴァイ
- マイクロダイエット
- 他

### ボイスオーバー
- マーサ・スチュワートリビング

### ラジオCM
- 東京モノレール
- 内外タイムス
- 冬のソナタDVD紹介
- みうらじゅんCD新譜紹介
- トヨタ東京カローラ
- 松坂屋
- 太陽石油
- ハラダ製茶
- ジョンソン&ジョンソン
- 松任谷由実CD新譜紹介
- 京葉銀行
- 石嶺聡子CD新譜紹介
- 日光江戸村
- 神奈川県防犯対策
- 他

### インストアCM
- ビッグエー
- カーマ
- レデイ薬局
- ユーストア
- マミーマート
- 千葉コープ
- アクアシティーお台場
- 丸井
- ルミネ
- ドラッグぱぱす
- 関東つくば銀行
- 他

### 司会
- ワーナーブラザーズグループ(帝国ホテル)
- ビクターブック　DONNAジャポーネ(帝国ホテル)

### 舞台
- 楊貴妃
- 呪われたロミオとジュリエット
- 白鳥の湖
- わが町
- 橙の上
- 美萌の星
- 他